# Bucoșnița
Bucoșnița is een Roemeense gemeente in het district Caraș-Severin.
Bucoșnița telt 3026 inwoners.